# Synopeas ruficoxa
Synopeas ruficoxa är en stekelart som beskrevs av Peter Neerup Buhl 2006. Synopeas ruficoxa ingår i släktet Synopeas och familjen gallmyggesteklar. Inga underarter finns listade i Catalogue of Life.